# كريستل هوفمان
كريستل هوفمان (بالألمانية: Christel Hoffmann)‏ هي كاتِبة ألمانية، ولدت في 19 أبريل 1936 في Burkau ‏ في ألمانيا.